# Masahiro Akimoto
Masahiro Akimoto (秋元 正博; Yoichi, 3 settembre 1956) è un ex saltatore con gli sci giapponese.

## Biografia
Debuttò in Coppa del Mondo in occasione della tappa del Torneo dei quattro trampolini di Oberstdorf del 30 dicembre 1979 (61°) e ottenne la prima vittoria, nonché primo podio, il 13 gennaio 1980 a Sapporo.
In carriera prese parte a un'edizione dei Giochi olimpici invernali, Lake Placid 1980 (4° nel trampolino normale, 10° nel trampolino lungo), e a due dei Campionati mondiali (6° nella gara a squadre di Seefeld in Tirol 1985 il miglior risultato).

## Palmarès

### Coppa del Mondo
- Miglior piazzamento in classifica generale: 5º nel 1980
- 8 podi (tutti individuali):
  - 4 vittorie
  - 4 terzi posti

#### Coppa del Mondo - vittorie
| Data             | Località      | Nazione        | Trampolino     |
| ---------------- | ------------- | -------------- | -------------- |
| 13 gennaio 1980  | Sapporo       | Giappone       | Ōkurayama K110 |
| 24 marzo 1980    | Štrbské Pleso | Cecoslovacchia | MS 1970 K110   |
| 21 gennaio 1984  | Sapporo       | Giappone       | Miyanomori K90 |
| 10 febbraio 1985 | Sapporo       | Giappone       | Ōkurayama K110 |